# Federico de Baja Lorena
Federico, duque de Baja Lorena, también conocido como Federico de Luxemburgo (c. 1003 – 18 de mayo de 1065) fue conde de Malmedy de 1035 y duque de Baja Lorena desde 1046. Era hijo menor de Federico, señor de Gleiberg, y Ermentruda, y nieto de Sigfrido, conde de Luxemburgo, de ahí su nombre.
En 1044, Gotelón I, duque de las dos Lorenas, murió y su hijo mayor, Godofredo, sucedió sólo en el ducado superior mientras que el emperador Enrique III primero amenazó con entregar el otro ducado a su hermano, más joven e incompetente, Gotelón II. Debido a la rebelión de Godofredo, Enrique III nombró a Federico, un pariente del duque de Lorena Superior reinante, Adalberto.
Con la ayuda de Adalberón III, obispo de Metz, su hermano, Federico impuso su autoridad en el ducado e hizo la guerra sobre el rebelde Godofredo. Era leal al emperador, pero sin éxito en el campo de batalla y Enrique empezó a dividir el ducado en partes para entregarlo a guerreros más hábiles. Murió en guerra con Anón II, arzobispo de Colonia, después de lo cual Enrique IV le entregó el ducado a Godofredo.
Su primera esposa fue Gerberga (murió h. 1049), hija de Eustaquio I, conde de Boulogne. Tuvieron una hija llamada Juta, que se casó con Valerán, conde de Arlon. Su segunda esposa (1055) fue Ida (fallecida en 1102), hija del duque Bernardo II de Sajonia, quien se volvió a casar con el conde Alberto III de Namur, a la muerte de Federico.